# سارة (اسم)
ساره ويكتب بعدة أشكال مثل سارا وسارة هو اسم علم شخصي مؤنث من أصل آرامي وليس عبري الأصل لأن (سارة وإبراهيم) آراميان وليسا عبريين، ومعنى الاسم هو الأميرة أو السيدة النبيلة.
يُعتبر هذا الاسم مقدسا عند المسلمين والمسيحيين واليهود، نسباً لسارة زوجة النبي إبراهيم والذي يعتبر أبا المؤمنين في الديانات الإبراهيمية، والتي كان اسمها ساراي في السابق كما ورد في سفر التكوين في الكتاب المقدس، وبسبب قدسيته يعتبر من أكثر أسماء الإناث شيوعاً في الغرب وفي الوطن العربي أيضاً، ففي الولايات المتحدة اعتبر من أكثر 10 أسماء تسميةً من سنة 1978 إلى سنة 2002 وحالياً يحتل المركز 50 هناك، وفي أوروبا حاز على شعبية في إنجلترا بعد الإصلاح البروتستانتي، وفي 2014 احتل الاسم المرتبة العاشرة ضمن أكثر الأسماء شعبية في أيرلندا. هذا الاسم له معنى سومري أيضاً من الإلهة ساراهيتو وألتي تعني العروس.
في ألمانيا النازية، أُجبرت الإناث اليهود التي لا يتمتعن بـما يُعرف بـ «العادت اليهودية» على إضافة اسم «سارة» اعتبارا من كانون الثاني/يناير 1939.

## الشخصيات
- سارة زوجة النبي إبراهيم.
- سارة بالين سياسية أمريكية.
- ساره إيراني لاعبة كرة مضرب إيطالية.
- سارة الغامدي مغنية سعودية.
- ساره كلارك ممثلة أمريكية.
- سارة دندراوي مذيعة سعودية.
- ساره راميريز ممثلة أمريكية.
- سارة أكرون لاعبة طائرة جزائرية.
- ساره سلفرمان ممثلة وكوميدية ستاند أب أمريكية.
- سارة بنت طلال بن عبد العزيز آل سعود أميرة سعودية.
- ساره وينتر ممثلة أسترالية.
- سارة الفيصل بن عبد العزيز آل سعود أميرة سعودية.
- سارة جيسيكا باركر ممثلة أمريكية.
- سارة بكري سباحة مغربية.
- ساره كارتر ممثلة ومغنية كندية.
- سارة بلحوسين لاعبة كرة طائرة جزائرية.
- سارة برنار ممثلة فرنسية.
- سارة اليافعي ممثلة سعودية.
- سارة برايتمان مغنية بريطانية.
- سارة المطيري ممثلة كويتية.
- ساره بولغر ممثلة أيرلندية.
- سارة عطار عدائة سعودية.
- سارة فوستر ممثلة أمريكية.
- سارة الفليج سباحة بحرينية.
- سارة وين كوليز ممثلة أمريكية.
- سارة سلامة ممثلة مصرية.
- ساره ميشيل غيلار ممثلة أمريكية.
- سارة عبد الغني ممثلة مصرية كويتية.
- سارة مكلاكلان موسيقية كندية.
- سارة فرح مغنية سورية.
- ساره جيرونيمو ممثلة ومغنية فلبينية.
- سارة تشالك ممثلة وكوميدية أمريكية.
- سارة شاهي ممثلة أمريكية.
- ساره هاردنغ مغنية إنجليزية بريطانية.
- سارا باكستون ممثلة وعارضة أزياء أمريكية.
- سارا جيان أندروود ممثلة أمريكية.
- سارا سامبايو عارضة أزياء برتغالية.
- سارا شفق ملكة جمال فنلندية.
- سارا كاربونيرو مذيعة إسبانية.
- سارا ملدونادو ممثلة مكسيكية.
- سارا ناكاياما مؤدية صوت يابانية.
- سارة كيرش كاتبة ألمانية.
- سارة بوك سيدة الولايات المتحدة الأولى سابقة.
- سارة درو ممثلة أمريكية.
- سارة ألفاريث منينديث لاعبة جودة إسبانية.
- سارة أوتن مغامرة إنجليزية.
- سارة نزارباييفا سيدة كازاخستان الأولى.
- سارة بولي مخرجة كندية.
- سارة بولسون ممثلة أمريكية.
- سارة باريلز موسيقية أمريكية.
- سارة تشرشل، دوقة مارلبورو امرأة إنجليزية.
- سارة تريمر كاتبة إنجليزية.
- سارة تيزدايل شاعرة أمريكية.
- سارة جوزيف صحفية بريطانية.
- سارة جيلبرت ممثلة أمريكية.
- سارة جادون ممثلة أمريكية.
- سارة جين دياس ممثلة هندية.
- سارة غاما لاعبة كرة قدم إيطالية.
- سارة سايدنر صحفية أمريكية.
- سارة سيدي ممثلة إيرانية.
- سارة فيرغسون دوقة يورك أميرة ومنتجة وسيدة أعمال بريطانية.
- سارة كان كاتبة ومخرجة مسرحية بريطانية.
- سارة لانكستر ممثلة أمريكية.
- سارة ليفي تاناي كاتبة وراقصة إسرائيلية يمنية.
- سارة هايلاند ممثلة أمريكية.
- سارة هيلين ويتمان شاعرة أمريكية.

### شخصيات خيالية
- سارا تانكريدي إحدى شخصيات مسلسل بريزون بريك.
- سارة كونور إحدى شخصيات فيلم المبيد.